# نادي وفاء الدريوش
 نادي الوفاء الرياضي الدريوش هو نادٍ رياضي من المغرب من مدينة الدريوش. يمارس في القسم الأول هواة شطر الشمال . نادي الوفاء الرياضي الدريوش ليس النادي الوحيد في المدينة بل هناك أيضا نادي نادي اتحاد الرياضي الدريوش. صفحة الفريق الرسمية على الفايسبوك تحمل اسم :الوفاء الرياضي الدريوش wsd